# Cúp quốc gia Scotland 1970–71
 Cúp quốc gia Scotland 1970–71 là mùa giải thứ 86 của giải đấu bóng đá loại trực tiếp uy tín nhất Scotland. Chức vô địch thuộc về Celtic khi đánh bại Rangers trong trận đấu lại Chung kết.

## Vòng Một
| Đội nhà               | Tỉ số | Đội khách     |
| --------------------- | ----- | ------------- |
| Brechin City          | 3 – 1 | Nairn County  |
| East Stirlingshire    | 0 – 2 | Clydebank     |
| Forfar Athletic       | 2 – 0 | Albion Rovers |
| St Cuthbert Wanderers | 1 – 3 | Stranraer     |
| Stenhousemuir         | 0 – 1 | Elgin City    |

## Vòng Hai
| Đội nhà         | Tỉ số | Đội khách                     |
| --------------- | ----- | ----------------------------- |
| Brechin City    | 4 – 1 | Glasgow Corporation Transport |
| Clachnacuddin   | 2 – 1 | Glasgow University            |
| Clydebank       | 2 – 1 | Hamilton Academical           |
| Elgin City      | 2 – 0 | Berwick Rangers               |
| Forfar Athletic | 1 – 0 | Gala Fairydean                |
| Queen’s Park    | 2 – 1 | Montrose                      |
| Ross County     | 1 – 4 | East Fife                     |
| Stranraer       | 3 – 2 | Dumbarton                     |

## Vòng Ba
| Đội nhà              | Tỉ số | Đội khách          |
| -------------------- | ----- | ------------------ |
| Aberdeen             | 5 – 0 | Elgin City         |
| Airdrieonians        | 1 – 1 | Alloa Athletic     |
| Celtic               | 5 – 1 | Queen of the South |
| Clachnacuddin        | 0 – 3 | Cowdenbeath        |
| Clyde                | 2 – 0 | Brechin City       |
| Clydebank            | 0 – 0 | Dundee United      |
| Dundee               | 1 – 0 | Partick Thistle    |
| Dunfermline Athletic | 3 – 1 | Arbroath           |
| East Fife            | 1 – 1 | St Mirren          |
| Hearts               | 3 – 0 | Stranraer          |
| Hibernian            | 8 – 1 | Forfar Athletic    |
| Greenock Morton      | 2 – 0 | Ayr United         |
| Queen’s Park         | 0 – 1 | Kilmarnock         |
| Rangers              | 3 – 0 | Falkirk            |
| St Johnstone         | 2 – 2 | Raith Rovers       |
| Stirling Albion      | 3 – 1 | Motherwell         |

### Đấu lại
| Đội nhà        | Tỉ số | Đội khách     |
| -------------- | ----- | ------------- |
| Dundee United  | 5 – 1 | Clydebank     |
| Alloa Athletic | 0 – 2 | Airdrieonians |
| Raith Rovers   | 4 – 3 | St Johnstone  |
| St Mirren      | 1 – 1 | East Fife     |

### Đấu lại lần 2
| Đội nhà   | Tỉ số | Đội khách |
| --------- | ----- | --------- |
| St Mirren | 3 – 1 | East Fife |

## Vòng Bốn
| Đội nhà         | Tỉ số | Đội khách            |
| --------------- | ----- | -------------------- |
| Celtic          | 1 – 1 | Dunfermline Athletic |
| Cowdenbeath     | 0 – 4 | Airdrieonians        |
| Dundee          | 2 – 0 | Stirling Albion      |
| Dundee United   | 1 – 1 | Aberdeen             |
| Hearts          | 1 – 2 | Hibernian            |
| Greenock Morton | 1 – 2 | Kilmarnock           |
| Raith Rovers    | 1 – 1 | Clyde                |
| St Mirren       | 1 – 3 | Rangers              |

### Đấu lại
| Đội nhà              | Tỉ số | Đội khách     |
| -------------------- | ----- | ------------- |
| Aberdeen             | 2 – 0 | Dundee United |
| Clyde                | 0 – 2 | Raith Rovers  |
| Dunfermline Athletic | 0 – 1 | Celtic        |

## Tứ kết
| Đội nhà    | Tỉ số | Đội khách     |
| ---------- | ----- | ------------- |
| Celtic     | 7 – 1 | Raith Rovers  |
| Hibernian  | 1 – 0 | Dundee        |
| Kilmarnock | 2 – 3 | Airdrieonians |
| Rangers    | 1 – 0 | Aberdeen      |

## Bán kết
| Rangers | 0 – 0 | Hibernian |
| ------- | ----- | --------- |
|         |       |           |

| Celtic | 3 – 3 | Airdrieonians |
| ------ | ----- | ------------- |
|        |       |               |

### Đấu lại
| Rangers | 2 – 1 | Hibernian |
| ------- | ----- | --------- |
|         |       |           |

| Celtic | 2 – 0 | Airdrieonians |
| ------ | ----- | ------------- |
|        |       |               |

## Chung kết
| Celtic       | 1 – 1           | Rangers         |
| ------------ | --------------- | --------------- |
| Bobby Lennox | Report (page 3) | Derek Johnstone |

### Đội bóng
| CELTIC:                |  |                 |
|                        |  |                 |
| GK                     |  | Evan Williams   |
| DF                     |  | Jim Craig       |
| DF                     |  | Billy McNeill   |
| DF                     |  | George Connelly |
| DF                     |  | Jim Brogan      |
| MF                     |  | Jimmy Johnstone |
| MF                     |  | David Hay       |
| MF                     |  | Tommy Callaghan |
| MF                     |  | Bobby Lennox    |
| FW                     |  | Harry Hood      |
| FW                     |  | Willie Wallace  |
| ’‘‘Thay người:’’’      |  |                 |
| ?                      |  |                 |
| ’‘‘Huấn luyện viên:’’’ |  |                 |
| Jock Stein             |  |                 |

| RANGERS:               |  |                  |  |    |
|                        |  |                  |  |    |
| GK                     |  | Peter McCloy     |  |    |
| DF                     |  | Alex Miller      |  |    |
| DF                     |  | Colin Jackson    |  |    |
| DF                     |  | Ronnie McKinnon  |  |    |
| DF                     |  | Willie Mathieson |  |    |
| MF                     |  | Willie Henderson |  |    |
| MF                     |  | Andy Penman      |  | ?' |
| MF                     |  | John Greig       |  |    |
| MF                     |  | Alex MacDonald   |  |    |
| MF                     |  | Willie Johnston  |  |    |
| FW                     |  | Colin Stein      |  |    |
| ’‘‘Thay người:’’’      |  |                  |  |    |
| FW                     |  | Derek Johnstone  |  | ?' |
| ’‘‘Huấn luyện viên:’’’ |  |                  |  |    |
| Willie Waddell         |  |                  |  |    |

### Đấu lại
| Celtic                | 2 – 1           | Rangers          |
| --------------------- | --------------- | ---------------- |
| Harry Hood Lou Macari | Report (page 6) | Jim Craig (o.g.) |

#### Đội bóng
| CELTIC:                |  |                 |  |    |
|                        |  |                 |  |    |
| GK                     |  | Evan Williams   |  |    |
| DF                     |  | Jim Craig       |  |    |
| DF                     |  | Billy McNeill   |  |    |
| DF                     |  | George Connelly |  |    |
| DF                     |  | Jim Brogan      |  |    |
| MF                     |  | Jimmy Johnstone |  |    |
| MF                     |  | David Hay       |  |    |
| MF                     |  | Tommy Callaghan |  |    |
| MF                     |  | Bobby Lennox    |  |    |
| FW                     |  | Harry Hood      |  | ?' |
| FW                     |  | Lou Macari      |  |    |
| ’‘‘Thay người:’’’      |  |                 |  |    |
| FW                     |  | Willie Wallace  |  | ?' |
| ’‘‘Huấn luyện viên:’’’ |  |                 |  |    |
| Jock Stein             |  |                 |  |    |

| RANGERS:               |  |                  |  |    |
|                        |  |                  |  |    |
| GK                     |  | Peter McCloy     |  |    |
| DF                     |  | Jim Denny        |  |    |
| DF                     |  | Colin Jackson    |  |    |
| DF                     |  | Ronnie McKinnon  |  |    |
| DF                     |  | Willie Mathieson |  |    |
| MF                     |  | Willie Henderson |  |    |
| MF                     |  | Andy Penman      |  | ?' |
| MF                     |  | John Greig       |  |    |
| MF                     |  | Alex MacDonald   |  |    |
| MF                     |  | Willie Johnston  |  |    |
| FW                     |  | Colin Stein      |  |    |
| ’‘‘Thay người:’’’      |  |                  |  |    |
| FW                     |  | Derek Johnstone  |  | ?' |
| ’‘‘Huấn luyện viên:’’’ |  |                  |  |    |
| Willie Waddell         |  |                  |  |    |